# 达尼洛·佩雷拉
丹尼路·路易斯·希利奧·佩雷拉（葡萄牙語：Danilo Luís Hélio Pereira，發音：[dɐˈnilu pɨˈɾɐjɾɐ]；1991年9月9日—）是一名出生于几内亚比绍的葡萄牙职业足球运动员。现效力于沙特職業足球聯賽俱乐部伊蒂哈德，司职中场。

## 职业生涯
佩雷拉出道于意甲球会帕尔马，但是他只为帕尔马出场5次，大多数时候是在被外租状态，2011年他被租借到希腊的塞萨洛尼基阿瑞斯效力一个赛季，之后又转战荷甲，为洛達JC征战。2013年他回到葡萄牙，加盟了马里迪莫 ，2015年转会到波尔图效力至今。
在入选国家队之前，佩雷拉曾入选葡萄牙U21国家队参加了在哥伦比亚举办的U20世界杯，随球队获得当季赛事的亚军。2015年，佩雷拉首次入选国家队，在与佛得角的友谊赛中替补登场。2016年6月，佩雷拉在和爱沙尼亚的友谊赛中打进国家队生涯首粒进球。
2016年，佩雷拉入选了葡萄牙队参加欧洲杯比赛的大名单，作为替补球员参加了本届赛事，并在和威尔士的半决赛中首发出场，帮助球队战胜对手，最终随队获得当届赛事冠军。

## 荣誉
波圖
- 葡萄牙足球超級聯賽冠軍：2017–18、2019–20
- 葡萄牙盃冠軍：2019–20

巴黎圣日耳门
- 法甲冠軍：2021–22，2022–23[3]，2023–24[4]
- 法國盃冠軍：2020–21
- 法国超級杯冠軍：2020，2022，2023[5]

葡萄牙國家隊
- 欧洲足球锦标赛：2016
- 歐洲國家聯賽冠軍：2018–19
- 洲際國家盃冠軍：2017